# Ткачук Вадим Анатолійович
Вадим Анатолійович Ткачук (нар. 24 вересня 1967, с. Великий Молодьків, Звягельський район, Житомирська область,  ) — Ректор Національного університету біоресурсів і природокористування України (з 14.06.2024) ),  професор, доктор економічних наук, Заслужений працівник освіти України.

## Біографія
Народився 24 вересня у селі Великий Молодьків Звягельського (колишнього Новоград-Волинського) району Житомирської області.
У 1991 році закінчив економічний факультет Української сільськогосподарської академії (наразі НУБІП). 

## Трудовий шлях
1990 - 2001 – заступник голови профкому студентів УСА, а з 1993 року – голова профкому;
1992 -1994 – стажист-дослідник кафедри соціології праці та підприємництва;
1994 - 1997 – аспірант;
1997 - .2002 – асистент кафедри соціології праці та підприємництва;
2002 - 2017 – доцент кафедри економіки праці й соціального розвитку НУБІП;
З 2017  – професор кафедри економіки університету  (за сумісництвом);
2000 - 2001 – заступник проректора НУБІП з навчально-виховної роботи з питань виховної роботи та студентських справ;
2001 - 2007 – помічник проректора з міжнародної діяльності;
2007 - 2008 – начальник науково-дослідної частини;
2008  - 2009 – начальник планово-фінансового відділу;
2009 - 2011 – проректор з навчально-науково-виробничих економічних питань;
2013 - 2015 – директор наукового центру з міжнародної діяльності;
З 2015 року - проректор з науково-педагогічної роботи, міжнародної діяльності та розвитку.
29 травня 2024 року обраний Ректором  Національного університету біоресурсів і природокористування України.

## Наукові звання
- Кандидат економічних наук (2001)
- Доктор економічних наук (2017)[4]

## Науковий доробок
Автор понад ста наукових праць з питань соціально-економічного розвитку сіл та сільських територій, сталий розвиток, сільський розвиток на
базі територіальних громад, державне регулювання аграрного комплексу та сільського розвитку.

### Наукові праці
- В. А. Ткачук (перелік понад 100 наукових праць)// Google-Академія